# Rue Le Regrattier
La rue Le Regrattier est une voie située sur l’île Saint-Louis, dans le 4e arrondissement de Paris, en France.

## Situation et accès

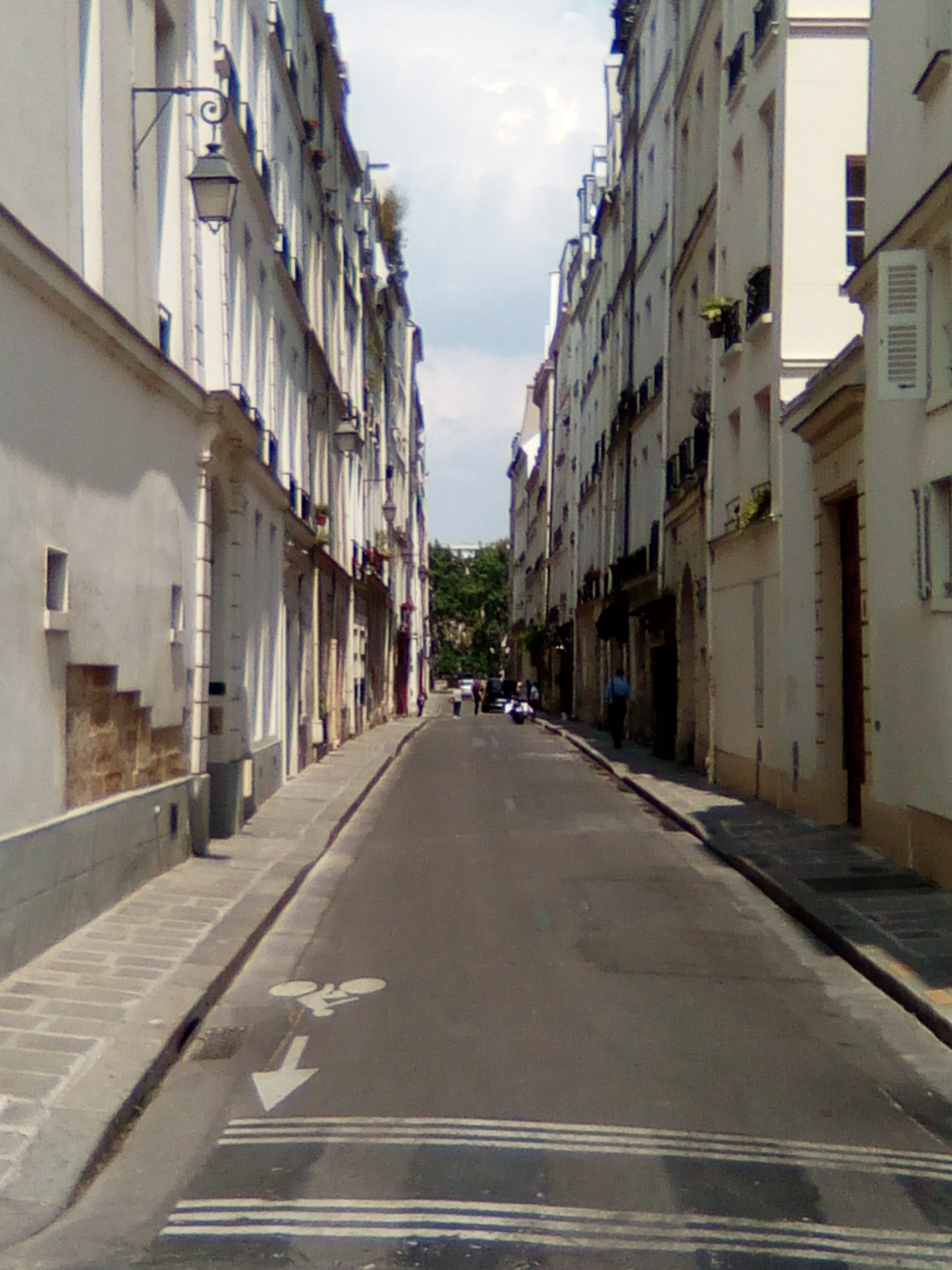
Autre vue de la rue.

Cette rue transversale nord-sud qui permet de passer du quai de Bourbon au quai d’Orléans est située sur l’île Saint-Louis, dans le 4e arrondissement de Paris.
La rue Le Regrattier est desservie par la ligne 7 à la station Pont Marie.

## Origine du nom
Elle doit sa dénomination à François Le Regrattier, un entrepreneur qui fut trésorier des Cent-Suisses et qui, associé aux lotisseurs Christophe Marie et Lugles Poulletier, était chargé du lotissement l'Île-Notre-Dame au XVIIe siècle.

## Historique

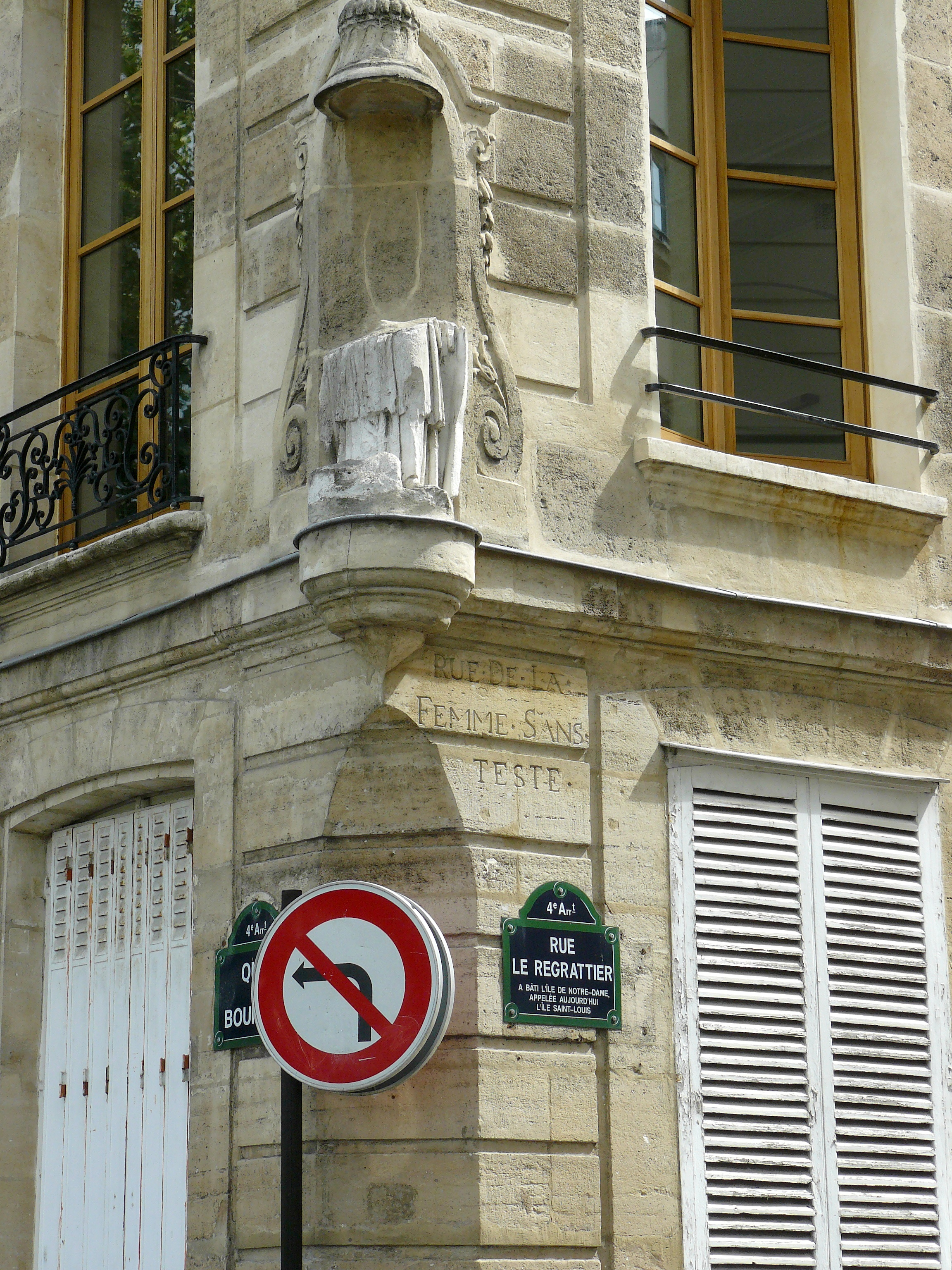
Extrémité de la rue sur le quai de Bourbon. On peut lire l'ancien nom de la rue, « rue de la Femme sans Teste », gravé au-dessus de la plaque du nom actuel.

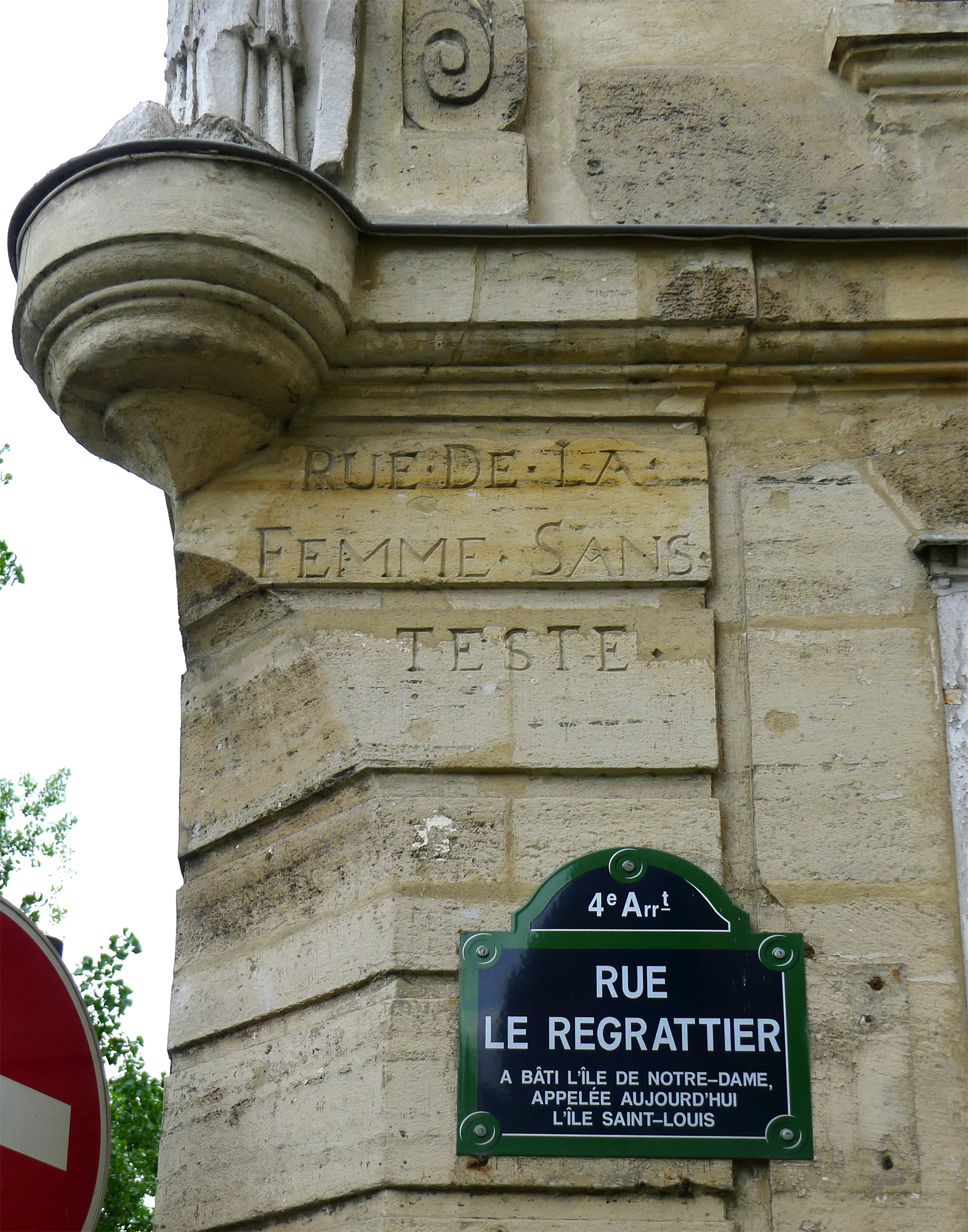
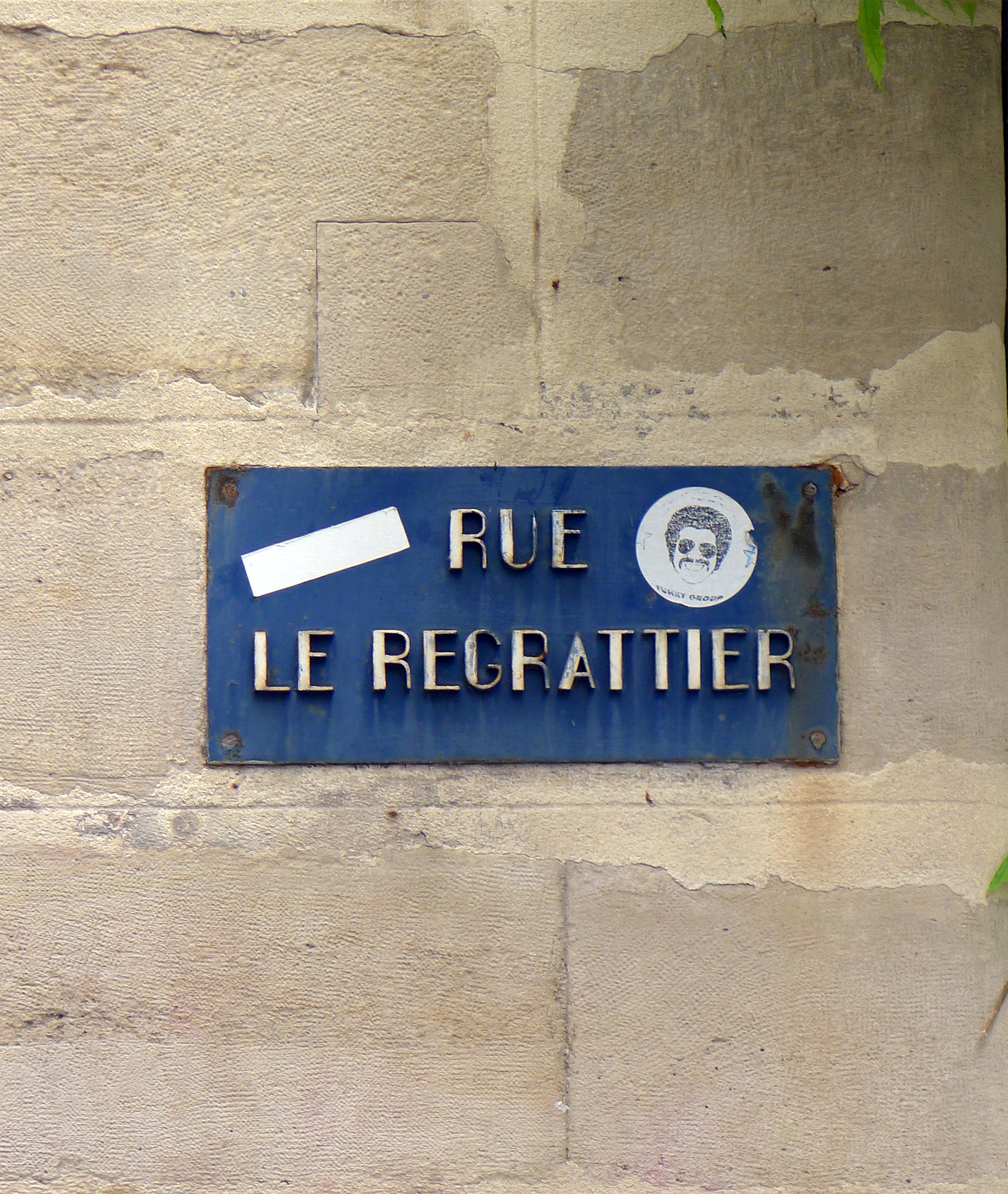
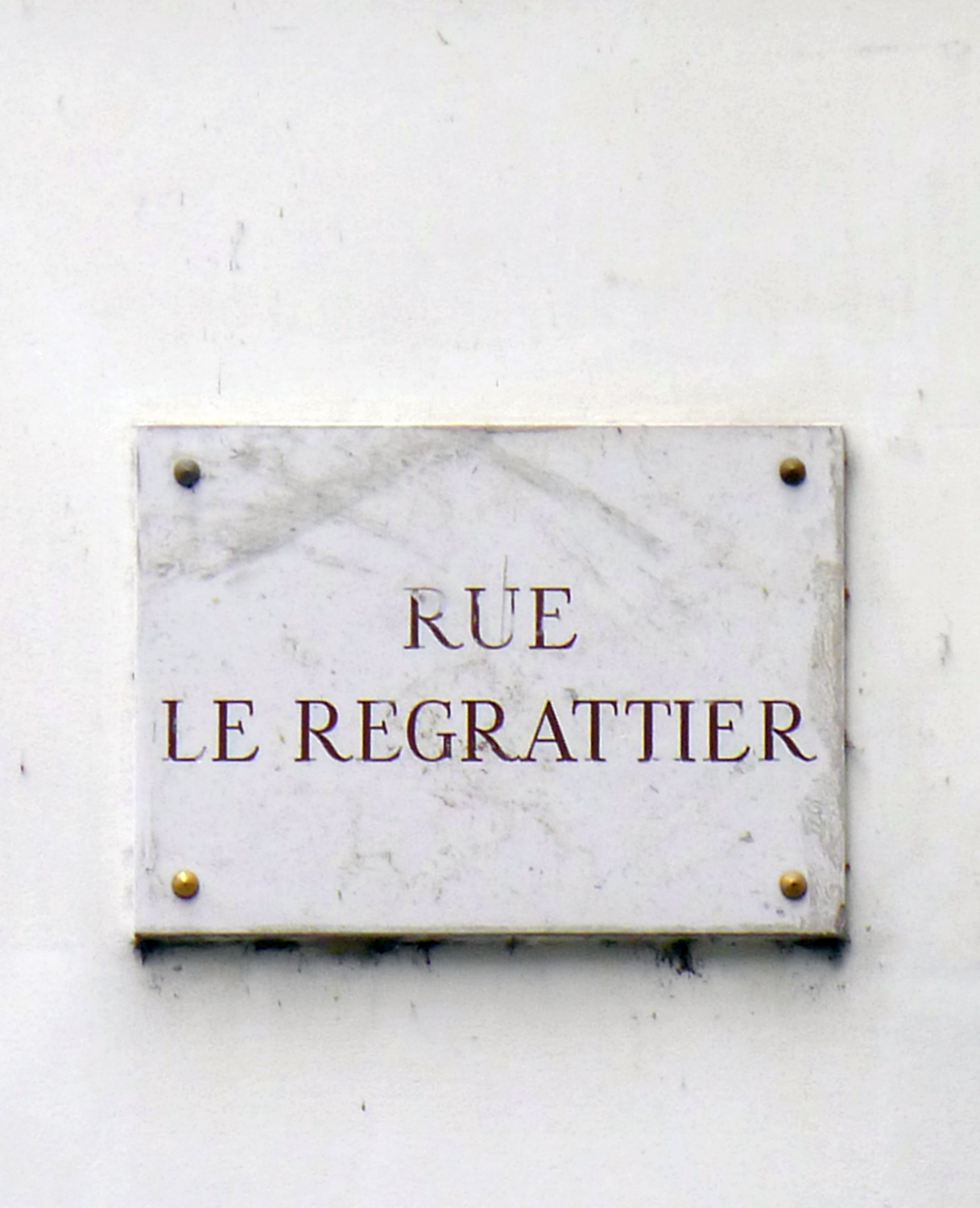
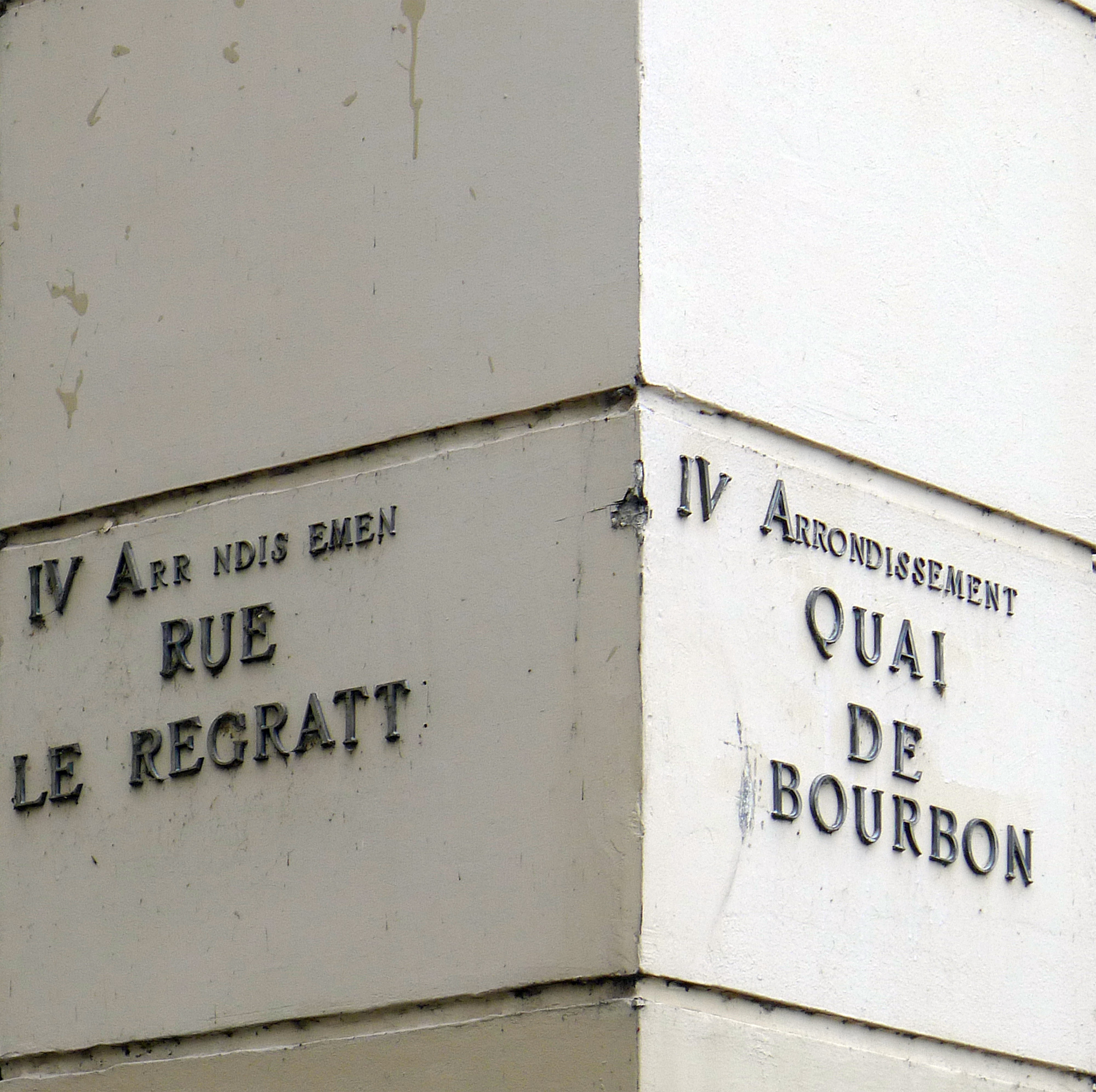

Elle fut baptisée successivement rue Regrattière en 1627 et rue de la Femme-sans-Tête en 1710,,
Il est cité sous le nom de « rue Regratière » dans un manuscrit de 1636.
Auparavant, la partie débutant sur le quai de Bourbon jusqu'à la rue Saint-Louis-en-l’Île s'était appelée « rue Angélique » puis « rue de la Femme sans Teste » (l’ancienne graphie de « tête »). Ce nom, encore gravé dans la pierre à l'angle du quai de Bourbon, provenait de l'enseigne d'un cabaret de la rue. Cette rue présente la particularité d'avoir son nom indiqué sur de nombreuses plaques de présentation différente.
Dans l'ouvrage Supplément du théâtre italien, Arlequin donne au vieillard l'étymologie de la rue de la Femme-sans-Tête ainsi :

« C'est comme Jean Pain-mollet étant aveuglé de colère ne prît pas garde où il frappait, et coupa la tête à la Princesse. »

Par ordonnance en date du 9 décembre 1838, la rue de la Femme-sans-Tête et la rue Regrattier, qui étaient alors deux rue distinctes, sont alignées :
« Louis-Philippe, etc.,

Article 1 - Les alignements des rues de Bretonvilliers, de la Femme-sans-Tête, Guillaume, Saint-Louis-en-l'Île, Poulletier, Regrattier, des quais d'Anjou, de Béthune, de Bourbon et d'Orléans, à Paris sont arrêtés ainsi qu'ils sont tracés sur les plans ci-annexés, suivant les procès-verbaux des points de repère transcrits sur les dits plans.
 Donné au palais des Tuileries le 9 décembre 1838. »
Les deux tronçons sont fusionnés en 1868 sous le nom de « rue Le Regrattier ». 
Au premier chapitre de son roman L’Œuvre (1886), dont l'action débute vers 1862, Émile Zola situe l'atelier du son héros, le peintre Claude Lantier, au croisement du quai de Bourbon et de la rue de la Femme-sans-Tête.
Elle était située quartier de la Cité.

## Bâtiments remarquables et lieux de mémoire
La statue sans tête et sans torse au-dessus de l’inscription n’est pas celle d’une femme mais celle de saint Nicolas, patron des marins, qui fut endommagée volontairement en 1793 par le révolutionnaire Coffinhal,.
- No 2 (et 22, quai d’Orléans) : en 1639, l’entrepreneur Le Regrattier, ayant donné son nom à la rue, vend un terrain situé à cet emplacement à Jean de la Fond, maître d’hôtel du roi, qui y fait construire « une maison à deux étages, surmontés d’un comble mansardé, avec quatre fenêtres par étage »[11].
- No 6 :  
  - Jean-Baptiste Coffinhal, vice président du tribunal révolutionnaire y habitait en 1793[12] avant d’être exécuté en même temps que Robespierre;
  - Baudelaire y logea sa maîtresse Jeanne Duval, dite la « Vénus noire[13] ».
- No 18 : à cette adresse on trouve de 1892 à 1914 la serrurerie de Charles Honoré Chauderon (1856-1929), dont l'habitation est située à l’étage.
- No 26 (et no 19 quai de Bourbon) :  hôtel de Jassaud

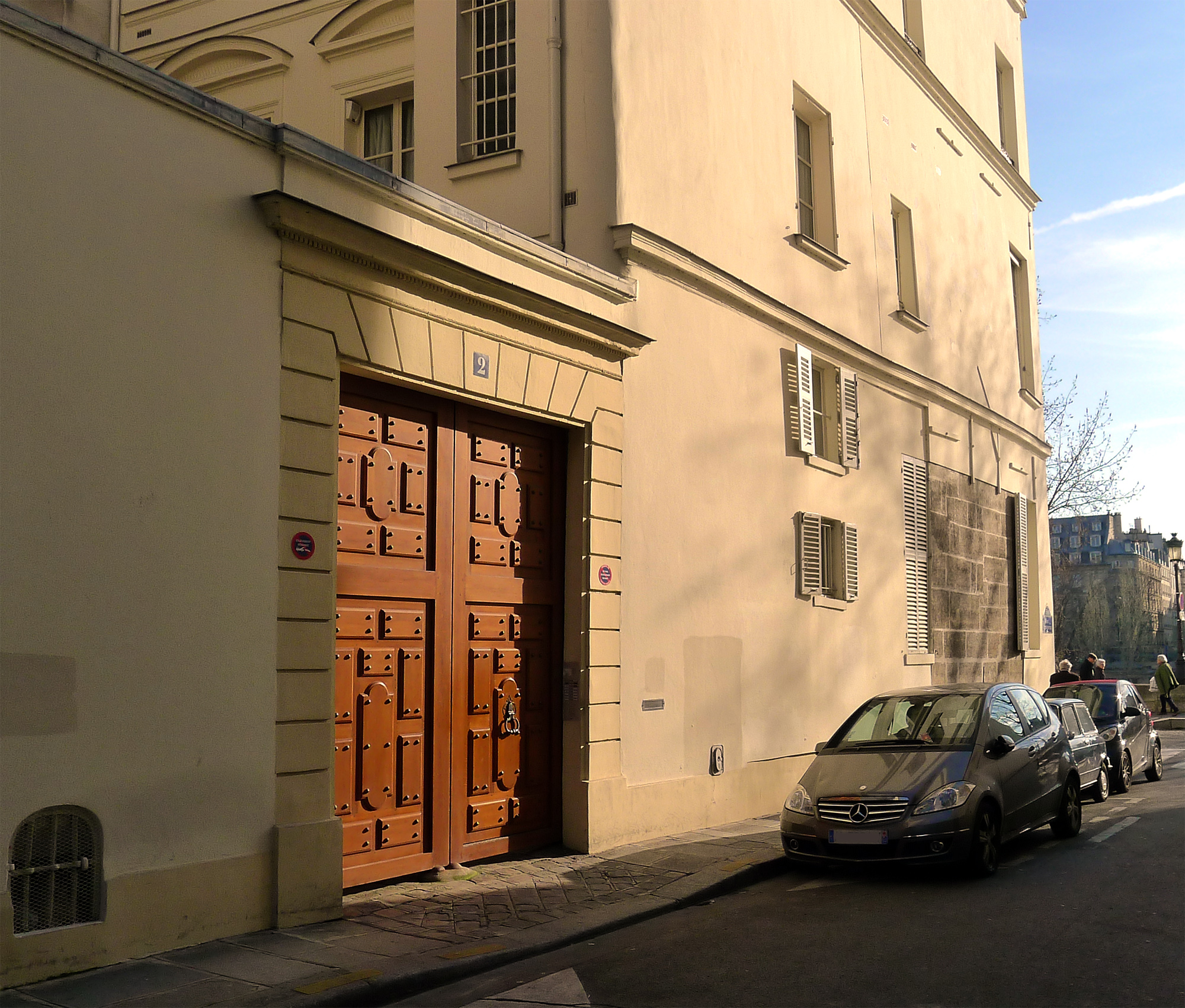
No 2 : hôtel particulier.
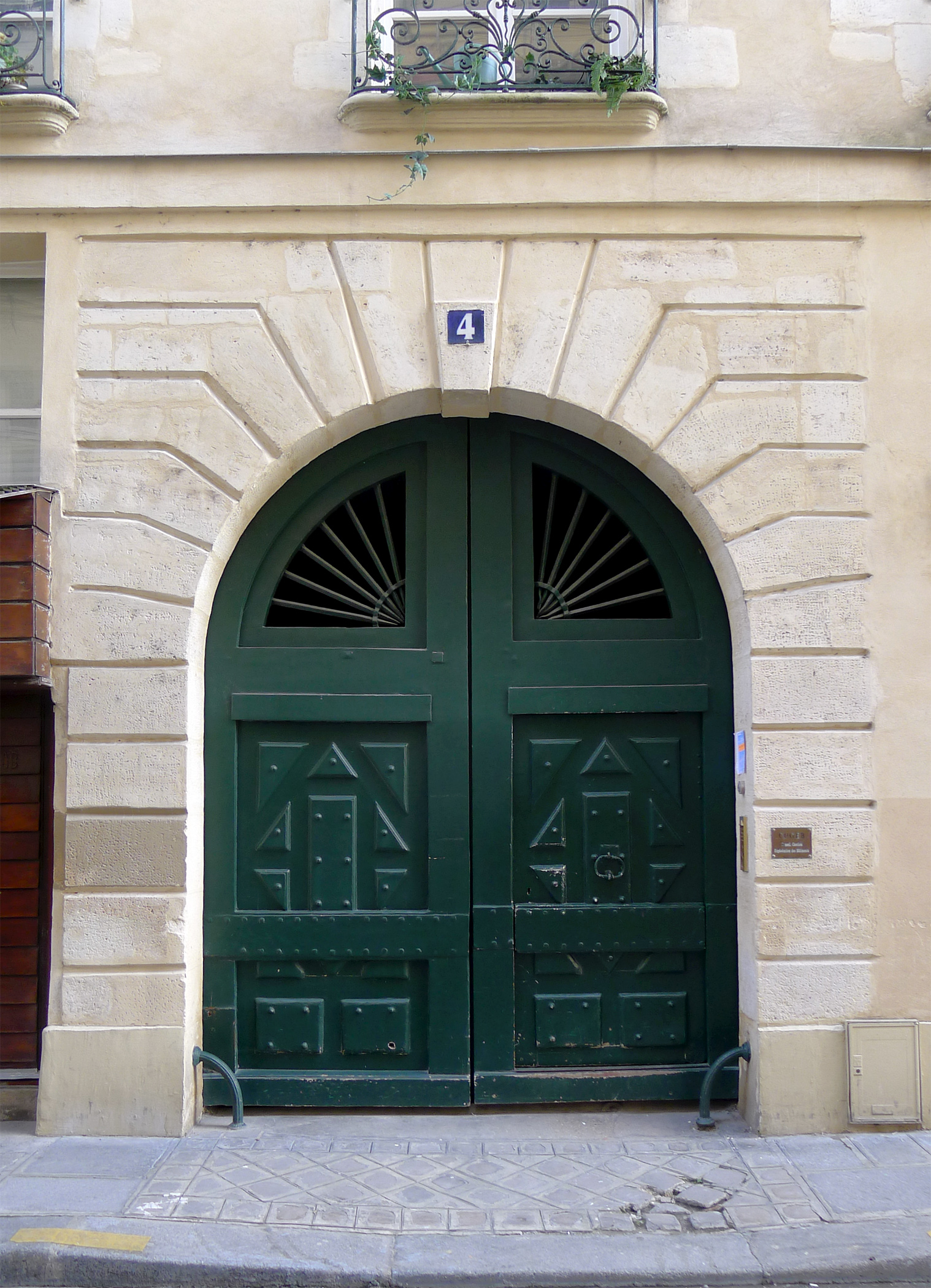
Porte du no 4 (inscrit aux M.H.)
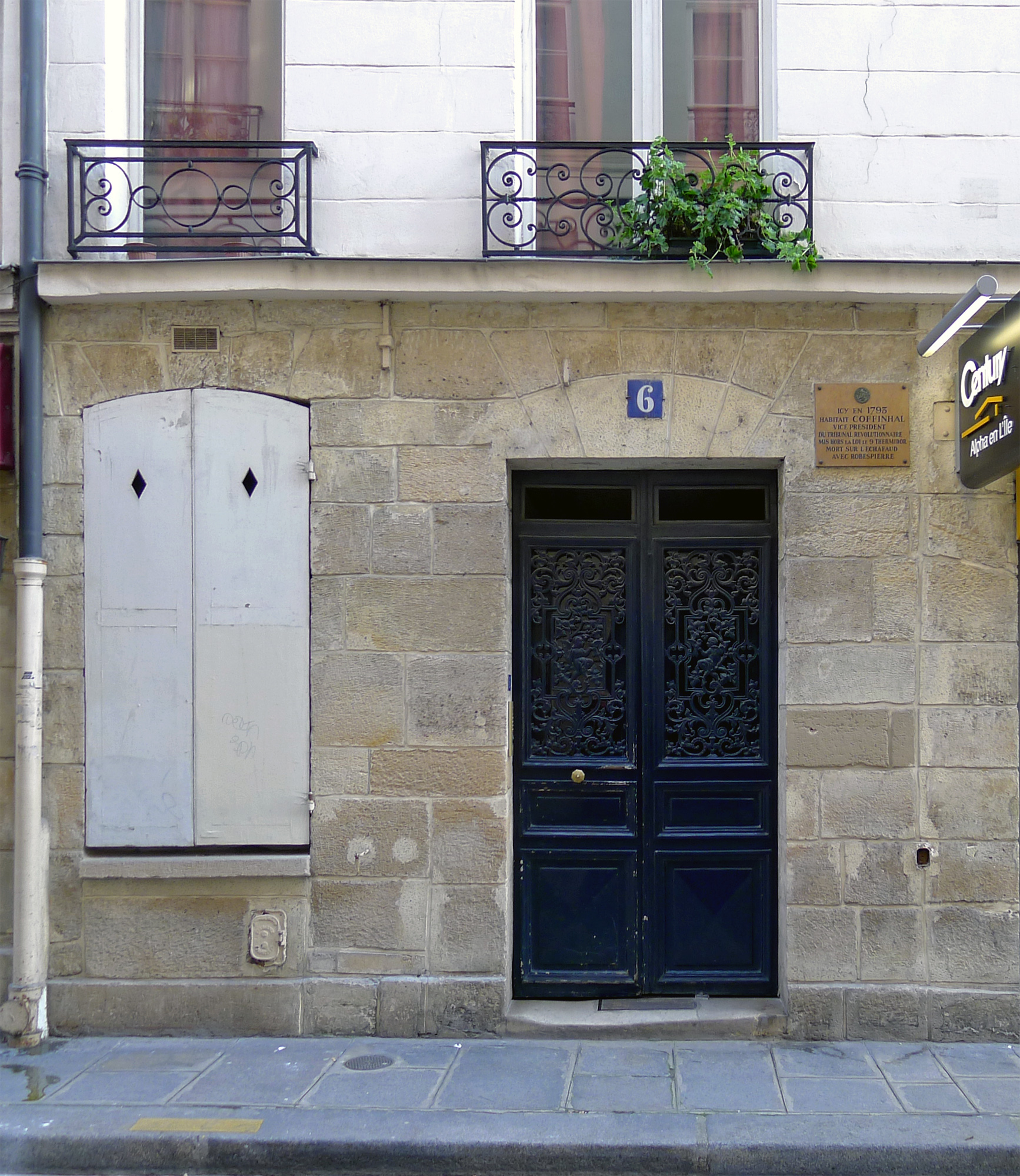
No 6 : maison où demeurèrent Baudelaire et Jean-Baptiste Coffinhal.
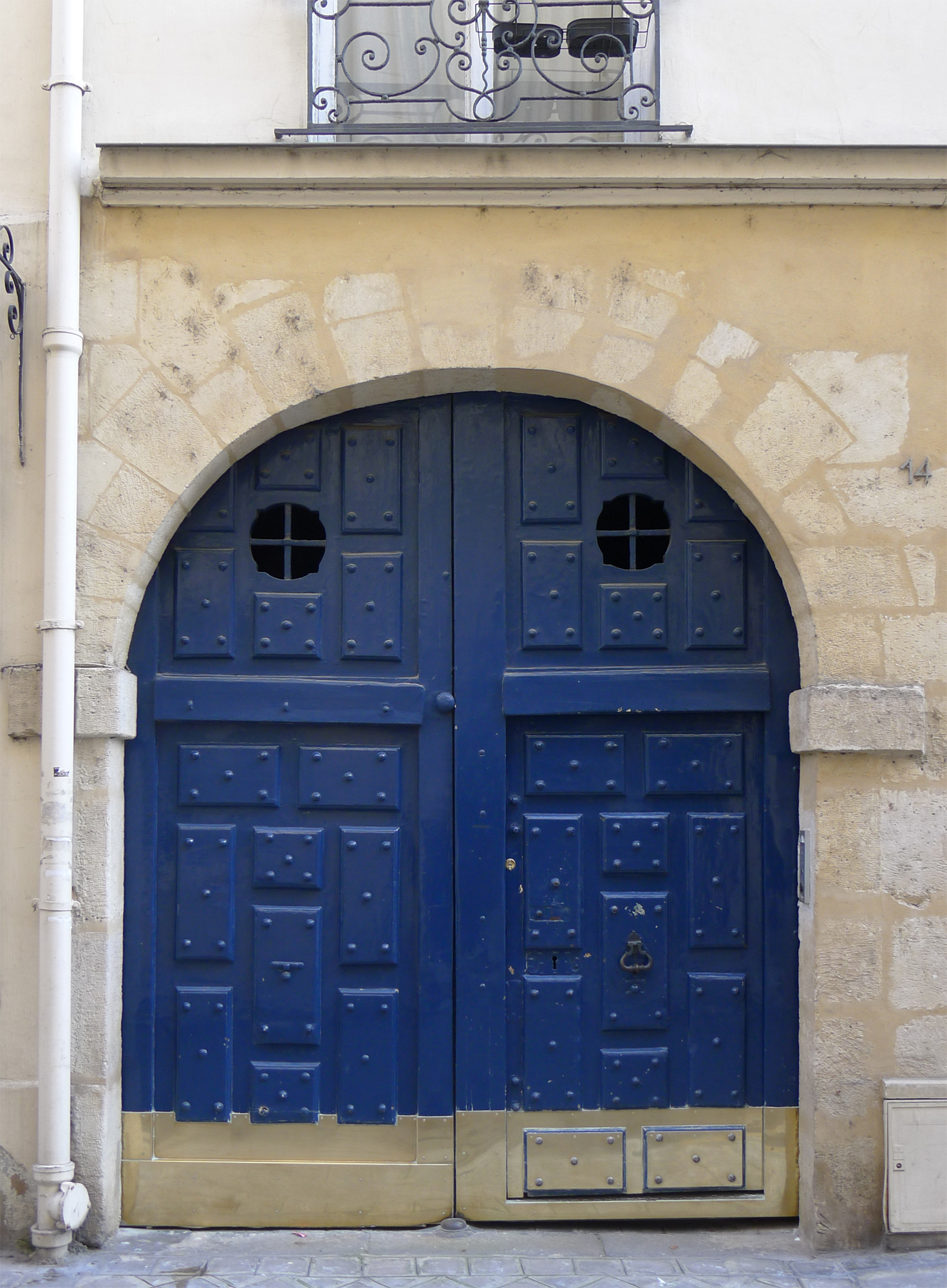
Porte du no 14 (inscrit aux M.H.)